# Борха Оубінья
Борха Оубінья Мелендес (ісп. Borja Oubiña Meléndez; нар. 17 травня 1982, Віго, Іспанія) — іспанський футболіст, опорний півзахисник. Майже всю кар'єру відіграв за «Сельту».

## Клубна кар'єра

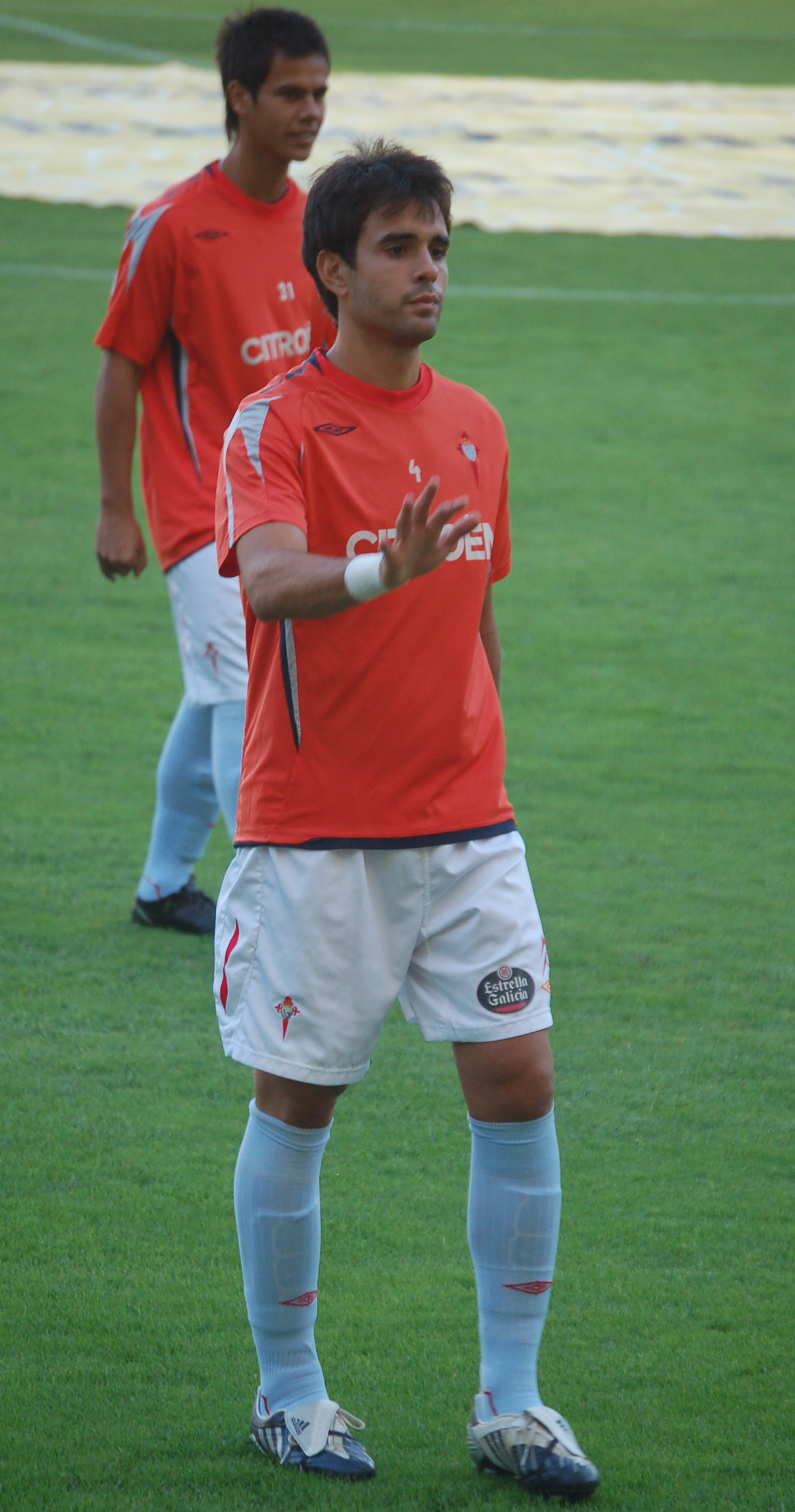
Борха Оубінья на тренуванні, 2009

Оубінья народився у Віго і з юнацьких років опинився в системі «Сельти». Вперше за основну команду головний тренер Мігель Анхель Лотіна випустив його в сезоні 2003-04, в нічийному 2-2 гостьовому матчі проти «Валенсії». Оубінья також взяв участь у двох матчах «Сельти» в Лізі чемпіонів. «Сельта» зрештою вилетіла в тому сезоні до Сегунди, однак Оубінья з руки тренера Фернандо Васкеса на довгі роки став основним опорним півзахисником клубу.
Вже наступного року «Сельта» повернулася до еліти іспанського футболу, але 2007 року знову опустилася до Сегунди. Оубінья заявив про своє бажання полишити клуб, хоча у нього ще півроку діяв контракт. Ходили чутки, що «Бенфіка» під керівництвом його земляка Хосе Антоніо Камачо виявляла зацікавленість гравцем, але угоди не було досягнуто, бо за нього багато заправляло (за чутками, 10 млн €) керівництво Сельти.
31 серпня 2007 року Оубінья вирушив в оренду на рік до «Бірмінгем Сіті». У Бірмінгемі він дебютував 15 вересня того ж року, вийшовши на заміну наприкінці матчу проти «Болтон Вондерерз». На 13-й хвилині наступної гри, у Ліверпулі, Оубінья зазнав травми внаслідок зіткнення з Дірком Кейтом — порвав ліві передні хрестоподібні зв'язки, — і вибув мінімум на півроку.
9 лютого 2008 року орендну угоду між Сельтою і Бірмінгемом скасовано за взаємною згодою, і Оубінья повернувся до Віго, щоб відновлюватися від травми. 6 грудня, більш як через рік після своєї останньої появи на полі, він зіграв чотири хвилини у матчі проти «Лас-Пальмаса», 0:2 і, відігравши ще 14 ігор в сезоні, знову вибув через рецидив травми в середині вересня 2009 року. У жовтні його прооперували і він пропустив залишок сезону 2009-10.
Оубінья повернувся в сезоні 2011-12, зіграв 28 матчів (24 в стартовому складі, 2120 ігрових хвилин), а «Сельта» повернулася до Прімери після п'ятирічної відсутності.
У сезоні 2014-15 Оубінья знову не грав через травми. 22 травня 2015 року, через п'ять днів після своїх 33-х народин, він оголосив про завершення кар'єри.

## Кар'єра в збірній
Оубінья зіграв два матчі за збірну Іспанії під час відбору до Євро-2008: 2 вересня 2006 року проти Ліхтенштейну в Бадахосі (4:0), а потім — у матчі проти Румунії (0-1), вийшовши на заміну в перерві замість Давіда Альбельди.

## Статистика виступів за клуб
| Клуб                    | Сезон              | Ліга                  | Ліга | Ліга | Кубок | Кубок | Європа | Європа | Загалом | Загалом |
| Клуб                    | Сезон              | Дивізіон              | Ігри | Голи | Ігри  | Голи  | Ігри   | Голи   | Ігри    | Голи    |
| ----------------------- | ------------------ | --------------------- | ---- | ---- | ----- | ----- | ------ | ------ | ------- | ------- |
| Сельта                  | 2003—2004          | Ла-Ліга               | 12   | 0    | 1     | 0     | 2      | 0      | 15      | 0       |
| Сельта                  | 2004—2005          | Сегунда Дивізіон      | 30   | 1    | 1     | 0     | —      | —      | 31      | 1       |
| Сельта                  | 2005—2006          | Ла-Ліга               | 36   | 1    | 2     | 0     | —      | —      | 38      | 1       |
| Сельта                  | 2006—2007          | Ла-Ліга               | 30   | 1    | 1     | 0     | 7      | 0      | 38      | 1       |
| Сельта                  | 2007—2008          | Сегунда Дивізіон      | 1    | 0    | 0     | 0     | —      | —      | 1       | 0       |
| Сельта                  | 2008—2009          | Сегунда Дивізіон      | 15   | 0    | 0     | 0     | —      | —      | 15      | 0       |
| Сельта                  | 2009—2010          | Сегунда Дивізіон      | 0    | 0    | 0     | 0     | —      | —      | 0       | 0       |
| Сельта                  | 2010—2011          | Сегунда Дивізіон      | 4    | 0    | 0     | 0     | —      | —      | 4       | 0       |
| Сельта                  | 2011—2012          | Сегунда Дивізіон      | 28   | 0    | 3     | 0     | —      | —      | 31      | 0       |
| Сельта                  | 2012—2013          | Ла-Ліга               | 36   | 1    | 2     | 0     | —      | —      | 38      | 1       |
| Сельта                  | 2013—2014          | Ла-Ліга               | 25   | 1    | 0     | 0     | —      | —      | 25      | 1       |
| Сельта                  | 2014—2015          | Ла-Ліга               | 0    | 0    | 0     | 0     | —      | —      | 0       | 0       |
| Сельта                  | Загалом            | Загалом               | 217  | 5    | 10    | 0     | 9      | 0      | 236     | 5       |
| Бірмінгем Сіті (оренда) | 2007—2008          | Прем'єр-ліга (Англія) | 2    | 0    | 0     | 0     | —      | —      | 2       | 0       |
| Загалом за кар'єру      | Загалом за кар'єру | Загалом за кар'єру    | 219  | 5    | 10    | 0     | 9      | 0      | 238     | 5       |

1. ↑  Ігри в Лізі чемпіонів
2. ↑  Ігри в Лізі Європи